# Zsazsa Zaturnnah (película)
Zsazsa Zaturnnah contra las Amazonistas del Planeta X (o simplemente Zsazsa Zaturnnah) es una próxima película de comedia de superhéroes animada para adultos dirigida y coescrita por Avid Liongoren. Además de ser una película de animación en inglés, es una coproducción internacional entre Estados Unidos, Filipinas, Francia y el Reino Unido, la primera película de animación filipina producida internacionalmente.
Basada en el cómic Zsazsa Zaturnnah de Carlo Vergara, quien también escribió el guion, la película sigue a Ada, un esteticista gay, tímido y dócil, de un pequeño pueblo que descubre un meteorito del espacio exterior que le da la capacidad de transformarse en una superheroína voluptuosa y extravagante bajo su identidad de "Zsazsa Zaturnnah".

## Premisa
Ada, un esteticista gay que vive en el exilio en un pequeño pueblo, se enamora de un hombre musculoso, Dodong, pero se muestra reacio a la atracción de Dodong debido a que le han "roto el corazón" varias veces en el pasado, incluido su padre homofóbico que lo regaña duramente por ser gay. Por la noche, descubre un meteorito mágico del tamaño de un melón y se lo traga entero, transformándose en una superheroína. Está listo para luchar y defenderse de todo tipo de amenazas sobrenaturales y extraterrestres, incluida la malvada corporación alienígena Amazonistas, mientras enfrenta su difícil desafío de aprender a 0amar de nuevo, también a través de su relación continua con Dodong.

## Reparto
- Ada/Adrian, un esteticista gay, tímido y dócil de un pequeño pueblo.
  - Zsazsa Zaturnnah, la contraparte femenina de Ada.
- Didi, compañera de cuarto de Ada.
- Dodong, un hombre musculoso pero cobarde y el interés amoroso de Ada.
- La reina Feminah Suarestellar Baroux, líder de las amazonistas y archienemiga de Ada.

## Desarrollo
En junio de 2019, Rocketsheep Studio, la misma productora de animación que hizo Saving Sally, publicó en Facebook un avance de una versión animada de Zsa Zsa Zaturnnah. El creador de Zaturnnah, Vergara, escribió él mismo el guion después de escribir un guion especulativo para encajar la historia en un largometraje animado. Sin embargo, Vergara originalmente esperaba desarrollar una serie de televisión para el personaje, pero cuando Liongoren le propuso hacer una nueva película de larga duración, lo aceptó, aunque inicialmente dudó en hacer otra película para Zsazsa Zaturnnah.
La película recibió apoyo del Fondo ICOF, destinado a coproducciones y respaldado por la agencia estatal filipina FDCP con ₱10,000,000 pesos proporcionados. La película funcionó durante casi 4 años de desarrollo, pero debido al proceso de animación, fue necesario recaudar $40,000 adicionales (₱2.3 millones) para terminar la película en dos años a través de la campaña Kickstarter, que recaudó con éxito $49,773 con 508 patrocinadores.

## Estreno
Según Variety, se espera que la película se estrene en festivales de cine en 2024, como Cannes o Toronto, bajo el lanzamiento de la compañía de producción independiente con sede en el Reino Unido SC Films International como distribuidora de derechos internacionales, con Simon Crowe como productor ejecutivo.
Debido a la larga producción y al lento proceso de animación, se proyecta que esté completa en 2026, después de que la campaña ya haya obtenido la financiación.